# دوغلاس دي سي-5
دوغلاس دي سي-5 (بالإنجليزية: Douglas DC-5)‏ هي طائرة نقل بمحركين من صناعة شركة دوغلاس للطائرات. كانت تستخدم بشكل أساسي من قبل الخطوط الجوية الملكية الهولندية. كان أول طيران لها في 20 فبراير 1939. دخلت الخدمة في عام 1940، انتهت خدمتها في 1949. صنع منها 12 طائرة.
و دوغلاس دي سي-5 ، والغير معروفة للكثيرين هي من سلسلة طائرات دي سي "DC" الشهيرة، ذات 16-22 مقعد، مزودة بمحركان مروحيان، ومخصصة لمسافات طيران أقصر من دي سي-3 أو دي سي-4 . ومع ذلك، في الوقت الذي دخلت الخدمة التجارية في عام 1940، العديد من شركات الطيران إلغت أوامر شراء الطائرة، بعد أن قتل خمسة مدنيين في حادث لطائرة دي سي-5.

## المستخدمون
- الخطوط الجوية الملكية الهولندية
- بحرية الولايات المتحدة
- قوات مشاة بحرية الولايات المتحدة